# Portret chłopca (rysunek Stanisława Ignacego Witkiewicza)
Portret chłopca – rysunek pastelem na papierze formatu ok. 65 na 50 cm, autorstwa Stanisława Ignacego Witkiewicza, powstały w 1934 roku, znajdujący się w Galerii sztuki polskiej 1800-1945 Muzeum Śląskiego w Katowicach.
Muzeum zakupiło rysunek w 1989 roku w P.P. Desa w Katowicach. Portret powstał w 1934 roku. Artysta mieszkał w tym czasie w Zakopanem. Nastolatek przedstawiony został w marynarce z poszetką. Obraz jest sygnowany wzdłuż dolnej krawędzi: Ign Witkiewicz 1934 XII NP + herb (T.B). Muzealny nr. inw.: MŚK/SzM/606. Dzieło na rozmiary 64,7 × 49,6 cm. Portret powstał bez użycia narkotyków. Wnioskując z opisu na obrazie, artysta podczas powstawania rysunku: „NP” – nie palił; „+herb.” – pił herbatę.